# アントキサンチン
アントキサンチン(Anthoxanthin)は、植物に含まれるフラボノイド色素である。アントキサンチンは、水可溶色素で、白色または無色から黄色であり、花弁によく含まれる。一般に、酸性中では白っぽく、アルカリ性中では黄色っぽい。アントシアニンと同様に、鉱物や金属イオンの影響で色が変わりやすい。全てのフラボノイドと同様に、抗酸化物質としての性質を持ち、栄養として重要であり、食品添加物として用いられることもある。アントシアニンよりも多様性があると考えられており、一例としてクェルセチンがある。